# Viktor Hoppe
Viktor Hoppe (14. dubna 1874 Brno – 22. května 1962 Praha) byl český generál.

## Biografie
Viktor Hoppe se narodil v roce 1874 v Brně (některé zdroje chybně uvádí narození v Třebíči v Podklášteří), jeho otcem byl advokát a politik Bedřich Hoppe, jeho matkou byla Emilie Hoppeová. V roce 1893 absolvoval gymnázium v Třebíči a následně nastoupil do kadetní školy v Hranicích, kde studoval dva roky, další dva roky pak studoval na důstojnické škole ve Welsu. V roce 1893 získal hodnost kadeta rakousko-uherské armády, v roce 1894 byl povýšen na poručíka a po absolvování důstojnické školy byl roku 1897 povýšen na nadporučíka. Od roku 1897 působil jako praporní pobočník ve Stockerau, od roku 1900 do roku 1902 pak byl v záloze a odešel z armády. V roce 1902 se však do služby vrátil a jako praporní pobočník sloužil po dva roky v Samboru. Od roku 1904 do roku 1913 pak působil jako remontní důstojník ve Vysokém Mýtě. V roce 1913 odešel do Prahy, kde působil jako přednosta osobní skupiny pražské oblasti. Mezi roky 1914 a 1918 působil jako šéf konceptní služby na zemském vojenském velitelství, ale již roku 1914 se stal informátorem odbojové skupiny Maffie a v roce 1917 se stal důvěrníkem Josefa Scheinera. V roce 1918 začal s odbojovou skupinou Maffie spolupracovat důrazněji a v říjnu téhož roku vedl předání zemského vojenského velitelství Národnímu výboru a nechal zatknout rakouské důstojníky a nechal zrušit telegrafické spojení s Rakouskem.
V roce 1916 byl povýšen do hodnosti majora a v srpnu roku 1918 pak byl povýšen do hodnosti podplukovníka rakousko-uherské armády. V říjnu roku 1918 se stal náčelníkem štábu Vrchního velitelství československé armády a následně od listopadu téhož roku pracoval jako přednosta presidia ministerstva, na této pozici působil až do dubna roku 1919, kdy přešel do 10. oddělení (jezdectvo) ministerstva. Roku 1920 byl povýšen do hodnosti plukovníka jezdectva. V květnu roku 1921 odešel na pozici přiděleného generála Kanceláře prezidenta republiky, kde působil do konce roku 1923, v říjnu téhož roku byl povýšen na generála V. hodnostní třídy. Na počátku roku 1924 odešel z armády do výslužby. Mezi lety 1922 a 1928 pracoval jako ceremoniář prezidenta Tomáše Garrigue Masaryka.

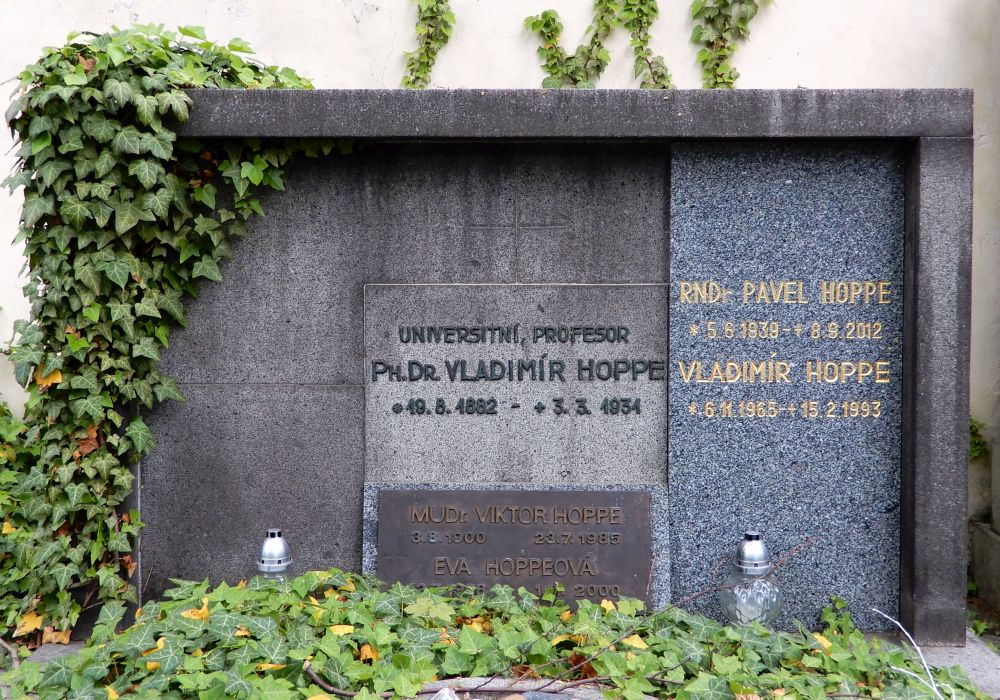
Rodinná hrobka Hoppeových na Bubenečském hřbitově

Byl pohřben na Bubenečském hřbitově v Praze.
Jeho manželkou byla Aurelie Hoppeová, jeho synem byl lékař Viktor Hoppe. Jeho bratry byli právník a hudební kritik Otakar Hoppe, hudebník a skladatel Jaroslav Hoppe a filosof a pedagog Vladimír Hoppe.

## Ocenění
- 18989  Jubilejní pamětní medaile 1898
- 1908  Jubilejní kříž 1908
- 1913  Stříbrný záslužný kříž
- 1916  Vojenská záslužná medaile
- 1918  Stříbrný záslužný kříž s korunou
- 1919  Řád čestné legie 4. třídy
- 1919  Československá revoluční medaile
- 1921  Řád bílého orla 3. třídy
- 1923  Řád rumunské hvězdy 2. třídy